# International Journal of Medicinal Mushrooms
Das International Journal of Medicinal Mushrooms, abgekürzt Int. J. Med. Mushrooms, ist eine wissenschaftliche Fachzeitschrift, die vom Begell House-Verlag veröffentlicht wird. Sie erscheint mit vier Ausgaben im Jahr. Es werden Arbeiten veröffentlicht, die sich mit medizinisch verwendbaren Pilzen beschäftigen.
Der Impact Factor lag im Jahr 2014 bei 0,927. Nach der Statistik des ISI Web of Knowledge wird das Journal mit diesem Impact Factor in der Kategorie Pharmakologie und Pharmazie an 218. Stelle von 254 Zeitschriften und in der Kategorie Mykologie an 22. Stelle von 24 Zeitschriften geführt.